# David Moyes
David William Moyes /mɔɪz/ (Bearsden, East Dunbartonshire, Escòcia, 25 d'abril de 1963) és un exjugador i entrenador de futbol escocès.
Fou acomiadat pel Manchester United FC l'abril del 2014, menys de 10 mesos després d'estrenar-se com a successor de l'històric Sir Alex Ferguson. Anteriorment, va ser l'entrenador del Preston North End FC i de l'Everton FC, i abans havia jugat de defensa. Moyes fou elegit el 2003, el 2005 i el 2009 "entrenador de l'any" per l'Associació d'Entrenadors de la Lliga (Anglaterra), entitat de la qual és membre de la junta.
Just després de ser acomiadat pel Manchester United FC, David Moyes va emigrar a Espanya. Allà va ser l'entrenador de la Reial Societat F.C on només hi va estar una temporada. Després de quedar ausent durant la temporada 2015/16, va tornar a Anglaterra agafant el càrrec del Sunderland AFC. La seva etapa a Sunderland no va ser tan bona i fou acomiadat després del descens del Sunderland a la segona divisió anglesa (EFL Championship). Uns 4 mesos després, el West Ham United el fitxa per una temporada i mitja, però a l'estiu de 2018 el club va finalitzar el seu contracte per fitxar a Manuel Pellegrini. Un any i mig després, el club el va tornar a fitxar per la mala ratxa de derrotes que tenia Pellegrini. La temporada 2022/23 va guanyar la Lliga Europa Conferència de la UEFA, aconseguint així el primer trofeu del club en més de 40 anys.

## Palmarès

### De Jugador
Celtic FC
- 1 Lliga escocesa: 1981-82

Bristol City FC
- 1 Associate Members' Cup: 1985-86

Preston North End FC
- 1 Football League Third Division: 1995-96

### D'entrenador
Preston North End FC
- 1 Football League Second Division: 1999-2000

Manchester United FC
- 1 Community Shield: 2013

West Ham United FC
- 1 Lliga Europa Conferència de la UEFA: 2022-23